# هکلا
هکلا (به ایسلندی: hekla یا hecla تلفظ ایسلندی: [ˈhɛʰkla]‏ ()) یک آتشفشان چینه‌ای در جنوب ایسلند است که ارتفاع آن به ۱۴۹۱ متر می‌رسد. هکلا یکی از آتشفشان‌های فعال ایسلند است بطوریکه از ۸۷۴ میلادی تا کنون بیش از ۲۰ بار فوران کرده است. در دوره قرون وسطی اروپایی‌ها آن را «دروازه ورود به جهنم» می‌نامیدند.
هکلا بخشی از یک مجموعه آتشفشانی به طول ۴۰ کیلومتر و فعال‌ترین بخش آن است.

## شهرت

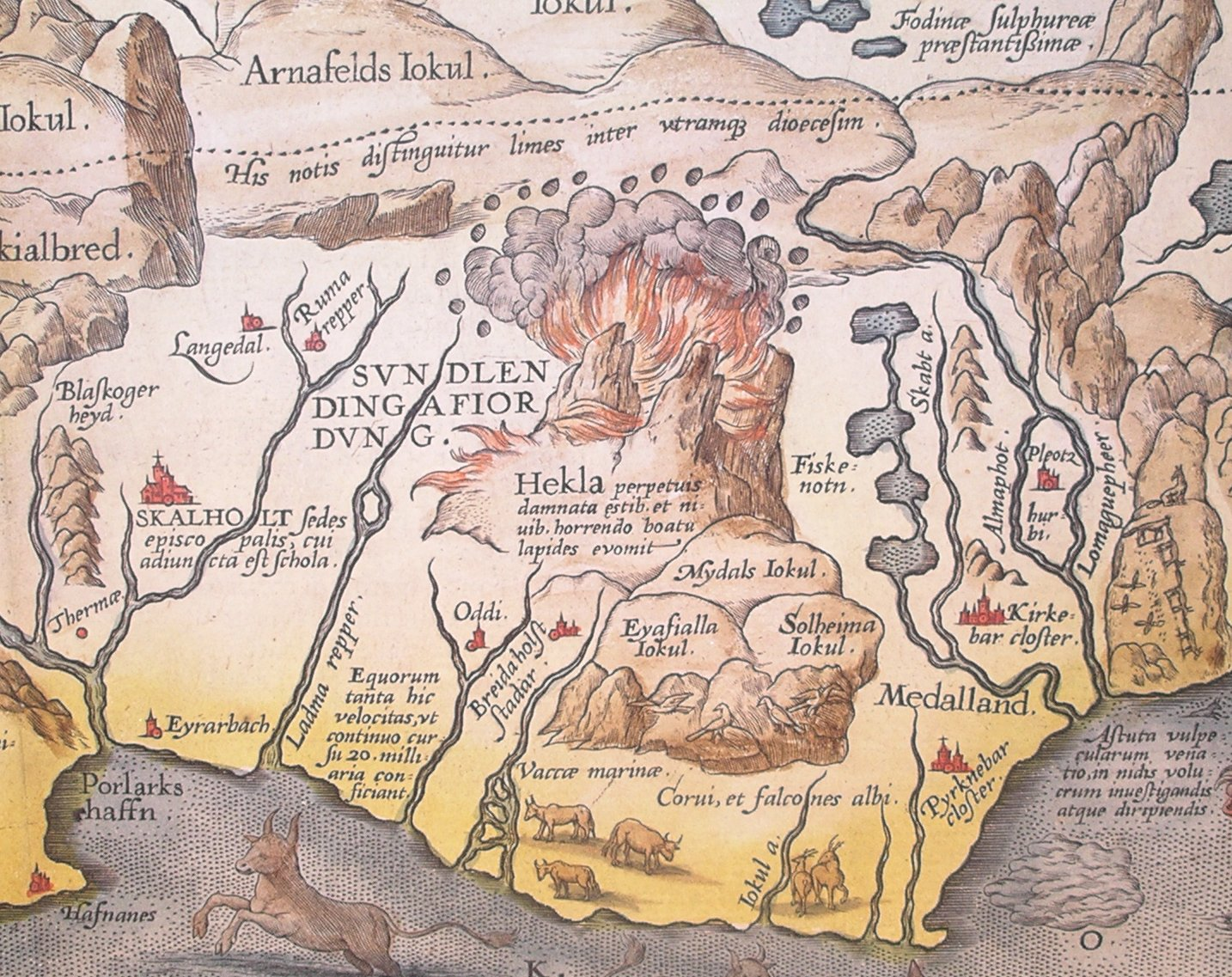
جزئیات آبراهام اورتلیوس در نقشه سال ۱۵۸۵ ایسلند که در آن هکلا در حال فوران نشان داده شده است. دز متن‌های لاتین هکلا به معنی سرزمین‌های طوفان و برف دائمی و سر و صدای وحشتناک گفته شده است.